# Piața Timișoara 700
Piața Timișoara 700 este o piață din Timișoara. Piața a primit numele său în 1966, cu ocazia celei de a 700-a aniversări a menționării Timișoarei într-un document din 1266. Situată la marginea vestică a orașului istoric, astăzi cartierul Cetate, Piața 700 este situată pe latura vestică a fostei suburbii Palanca Mare, suburbia medievală a cetății Timișoara, precum și pe fundațiile fortificației bastionare ale cetății de tip Pagan, construită în secolul al XVIII-lea.

## Descoperiri arheologice
În aprilie 2013, în urma săpăturilor pentru construirea unei fundații a unei clădiri de birouri, au fost descoperite o serie de vestigii, printre care un stăvilar construit în secolul al XVIII-lea de către administrația habsburgică, foarte bine conservat, folosit în cadrul sistemului de apărare din jurul bastionului. Între 2014 și 2015, stăvilarul a fost restaurat și transformat în punct muzeal în aer liber.